# Miloslava Misáková
Miloslava Misáková (Mokrá-Horákov, 25 febbraio 1922 – Praga, 1º luglio 2015) è stata una ginnasta cecoslovacca, dal 1992 ceca.

## Palmarès

### Olimpiadi
- 1 medaglia:
  - 1 oro (Londra 1948 a squadre)